# Stjärna
För andra betydelser, se Stjärna (olika betydelser).

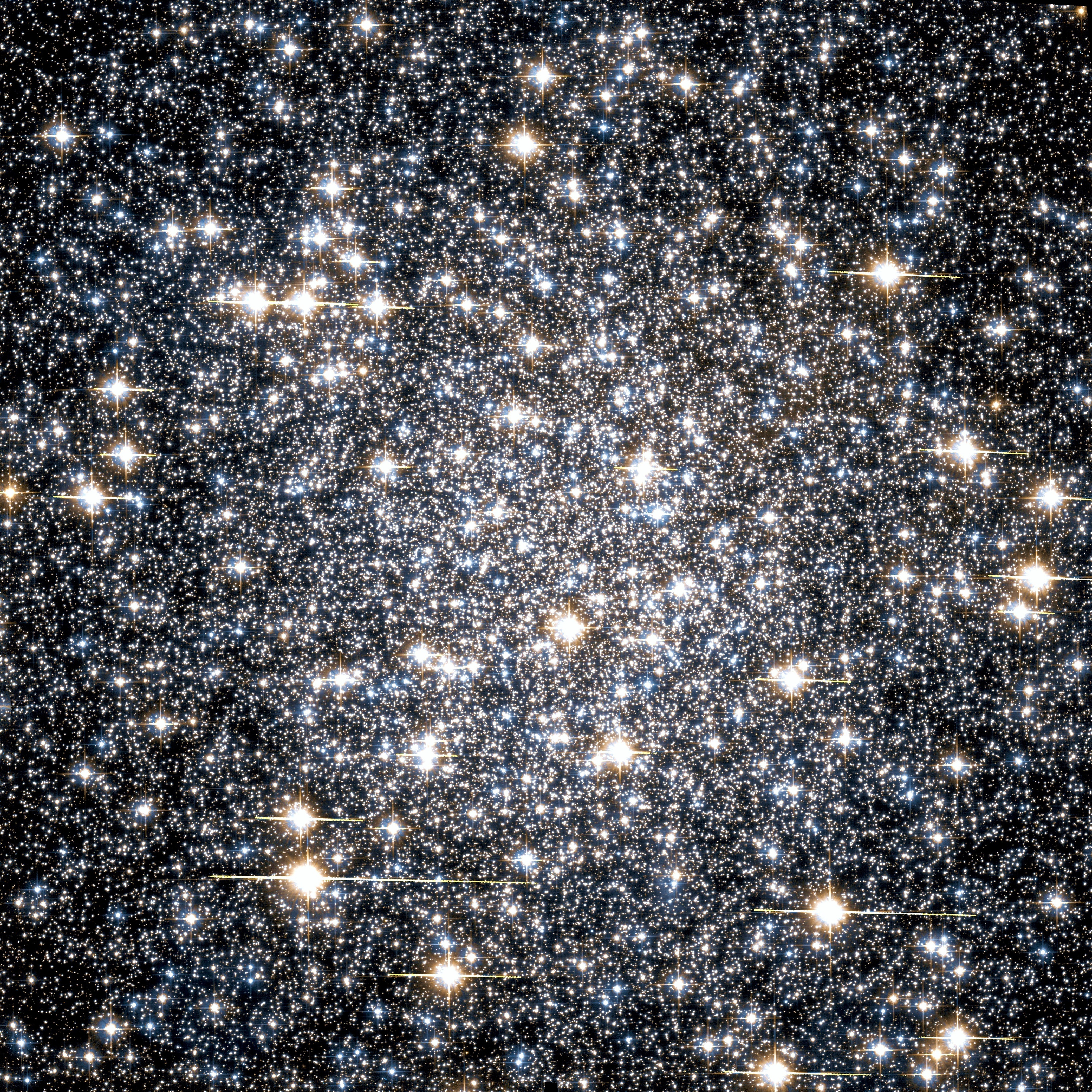
Stjärnhopen Messier 22 fotograferat rymdteleskopet Hubble.

En stjärna är en mycket stor och självlysande himlakropp av plasma. Den närmaste stjärnan sett från jorden är solen, vilken är källan till den allra största delen av energin på jorden. Andra stjärnor är synliga på natthimlen när de inte störs av solen eller av andra ljusstarka objekt på jorden, så kallade ljusföroreningar. En stjärna lyser för att fusionen av atomkärnor i dess inre frigör enorma mängder energi, som så småningom färdas genom stjärnan och strålas ut i rymden.
Nästan alla grundämnen tyngre än väte och helium genereras ur dessa gaser av stjärnorna. Genom fusion i centrum genereras ämnen som tyngst upp till järn (atomnummer 26). Grundämnen från kobolt (atomnummer 27) upp till uran (atomnummer 92) genereras när större stjärnor "dör" i supernovor. Först i sådana explosioner kommer temperaturen upp så högt att tyngre ämnen kan bildas.
Genom att observera stjärnornas spektrum, luminositet och rörelser genom rymden kan man avgöra stjärnornas massa, ålder, kemiska sammansättning och många andra egenskaper. Den totala massan är avgörande för hur stjärnan kommer att utvecklas och dess slutgiltiga öde. Stjärnans plats i ett diagram där temperaturen ställs mot luminositeten (Hertzsprung–Russell-diagrammet), gör det möjligt att bestämma dess ålder och utvecklingsstadium.
En stjärna börjar som ett kollapsande moln av materia som består av väte, helium och små mängder av tyngre ämnen. När kärnan är tillräckligt tät, börjar vätet att fusioneras till helium. Den återstående delen av stjärnans inre för bort energin från kärnan genom en kombination av strålnings- och konvektiva processer. Detta hindrar stjärnan från att kollapsa på sig själv av den omfattande gravitationen och alstrar en stjärnvind, som tillsammans med strålning sänds ut från ytan.
Dubbelstjärnor och multistellära stjärnsystem består av två eller fler stjärnor som är gravitationellt bundna till varandra. Om avståndet mellan dessa är relativt kort, kan de gravitationella krafterna få en betydande påverkan på deras utveckling.

## Observationshistoria

Karlavagnen, välkänd asterism som i Mesopotamien kallades MAR.GID.DA, himmelsvagnen

Människan har sett upp mot stjärnorna sedan civilisationens gryning, sannolikt ännu längre. Strävan efter kunskap har alltid motiverat studier av himlafenomen både för religiösa och ceremoniella syften såväl som för navigation. Med hjälp av den mänskliga fantasin föddes idén med stjärnbilder, vilka ofta var sammanflätade med den lokala religionen. Systemet med stjärnbilder förbättrades och vidareutvecklades under det andra årtusendet f.Kr. av babylonerna som gav de nuvarande stjärnbilderna i Zodiaken sina namn. De skapade även astronomiska kalendrar som fokuserade på fenomen som kunde användas för att följa årstiderna. Även civilisationen i Forntida Egypten innehade framstående kunskaper inom astronomi och astrologi. Detta bevisas bland annat av att världens äldsta bevarade och exakt daterade (1534 f.Kr.) stjärnkarta hittats i närheten av Luxor, Egypten.
Astronomerna i Antikens Grekland och Romarriket stod för nästa stora steg i utvecklingen. Bland annat hade Hipparchos av Nicea turen att observera en supernova i stjärnbilden Skorpionen vilket fick honom att tvivla på oföränderligheten hos himlasfären. Under den grekiska storhetstiden tilldelades stjärnbilderna namn från den grekiska mytologin. Även en speciell grupp "stjärnor" som grekerna kallade πλανῆται (planētai, vandrare) fick namn efter några av Olympens gudar, dessa verkade röra sig i förhållande till de övriga stjärnorna och var förstås det vi idag vet inte är stjärnor utan solsystemets planeter.
Under det 11:e århundradet, när astronomin hade stagnerat i det djupt kristna Europa, föreslog den persiske astronomen al-Biruni att Vintergatsbandet kunde utgöras av en samling nebulösa stjärnor. Någon bestämd hypotes om dessa för oss mera ljussvaga stjärnors plats i kosmos framlade han däremot inte. Även dåtidens kinesiska astronomer insåg, precis som Hipparchos före dem, att himlens stjärnor inte var oföränderliga och att nya kunde uppstå där inga fanns förut. Vad de såg var supernovor, vilka de mödosamt noterade.
År 1584 publicerade Giordano Bruno sitt verk De l'infinito universo e mondi där han menade att stjärnorna var andra solar och att runt dem kunde planeter som liknade jorden finnas. För att förklara varför stjärnorna behöll sina avstånd från varandra föreslog Isaac Newton att de var jämnt fördelade i alla riktningar. William Herschel, som upptäckte dubbelstjärnorna, var den första astronomen som försökte mäta upp fördelningen av stjärnor i universum. 1785 utförde han en ambitiös serie mätningar av 600 delar av himlen och noterade antalet stjärnor i varje. Vad han fann var att tätheten av stjärnor ökade åt ett visst håll på himlen, vilket var Vintergatans centrum, i stjärnbilden Skytten.
Joseph von Fraunhofer och Angelo Secchi var två pionjärer inom den stellära spektroskopin, vilket anses vara startpunkten för den moderna astronomin. De två astronomerna jämförde spektrum från solen med de av andra stjärnor, till exempel Sirius, och fann skillnader vad gäller spektrallinjernas tjocklek och antal. År 1865 införde Secchi ett system för att kategorisera stjärnorna efter deras spektrum, men det nuvarande systemet utvecklades av Annie Jump Cannon.
Under 1900-talet skedde stora framsteg inom stjärnforskningen och ett värdefullt verktyg för detta var fotografin (och den från denna härledda spektrografin, studiet av stjärnornas spektra). Karl Schwarzschild upptäckte att en stjärnas färg, och därmed dess effektiva temperatur, kunde mätas genom att jämföra stjärnornas magnituder vid olika våglängder. Ett viktigt steg för att visualisera stjärnornas olika typer och egenskaper genomfördes 1913 oberoende av varandra av Ejnar Hertzsprung och Henry Norris Russell, nämligen Hertzsprung–Russell-diagrammet. Senare varianter utvecklades för att förklara den dynamiska utvecklingen hos stjärnorna. Samtidigt gjordes stora framsteg inom kvantmekaniken vilket tillät att olika företeelser hos stjärnornas spektrum kunde förklaras och därmed kunde man med hjälplig precision avgöra den kemiska sammansättningen hos stjärnornas atmosfärer.
Ett av de största genombrotten under senare tid inom stjärnforskningen har varit upptäckten att vissa stjärnor har egna planeter, så kallade exoplaneter. Det första stjärnsystemet som upptäcktes ha planeter var pulsaren PSR B1257+12 som 1990 konstaterades ha ett planetsystem. Fram till juli 2024 hade 7000 exoplaneter katalogiserats.

## Stjärnbeteckningar
Cirka år 1600 började man producera tryckta stjärnatlaser. Den tyske amatörastronomen Johann Bayer skapade en rad stjärnkartor för olika regioner på himlen och använde grekiska bokstäver som beteckningar för stjärnorna i varje stjärnbild, ett system som nu kallas Bayerbeteckning. Välkänt exempel är Alfa Centauri. Senare uppfann den engelske astronomen John Flamsteed ett annat system med siffror som senare skulle bli känt som Flamsteedbeteckning. Exempel på Flamsteed-beteckning är 51 Pegasi. Ett antal ytterligare system har därefter tillkommit sedan nya stjärnkataloger har konstruerats, men de två ursprungliga är fortfarande i bruk.
Den enda organisation som av det vetenskapliga samfundet erkänts ha rätt att namnge stjärnor och andra himlakroppar är den Internationella Astronomiska Unionen (IAU). Ett antal privata företag (till exempel International Star Registry) utger sig för att sälja namn på stjärnor, men dessa namn är inte erkända av vetenskapssamfundet och används inte heller av detta. Många i det astronomiska samfundet ser dessa företags affärsverksamheter som bedrägerier, eftersom de drar nytta av människors okunskap om hur stjärnor får sina namn.

## Mätenheter
De flesta parametrarna hos stjärnor uttrycks i SI-enheter som standard, men CGS-enheter brukas också (till exempel mäts ofta luminositet i erg per sekund). Massa, luminositet och radie ges ofta i solenheter, baserat på solens egenskaper:
| solmassa:       | {\displaystyle {\begin{smallmatrix}M_{\odot }=1.9891\times 10^{30}\end{smallmatrix}}} kg[17]  |
| solluminositet: | {\displaystyle {\begin{smallmatrix}L_{\odot }=3.827\times 10^{26}\end{smallmatrix}}} watt[17] |
| solradie:       | {\displaystyle {\begin{smallmatrix}R_{\odot }=6.960\times 10^{8}\end{smallmatrix}}} m[18]     |
Större längder, som radien på en jättestjärna eller den halva storaxeln hos en dubbelstjärna uttrycks ofta i astronomiska enheter (AU), vilket motsvarar medelavståndet mellan jorden och solen (150 miljoner km).

## Skapelse och utveckling

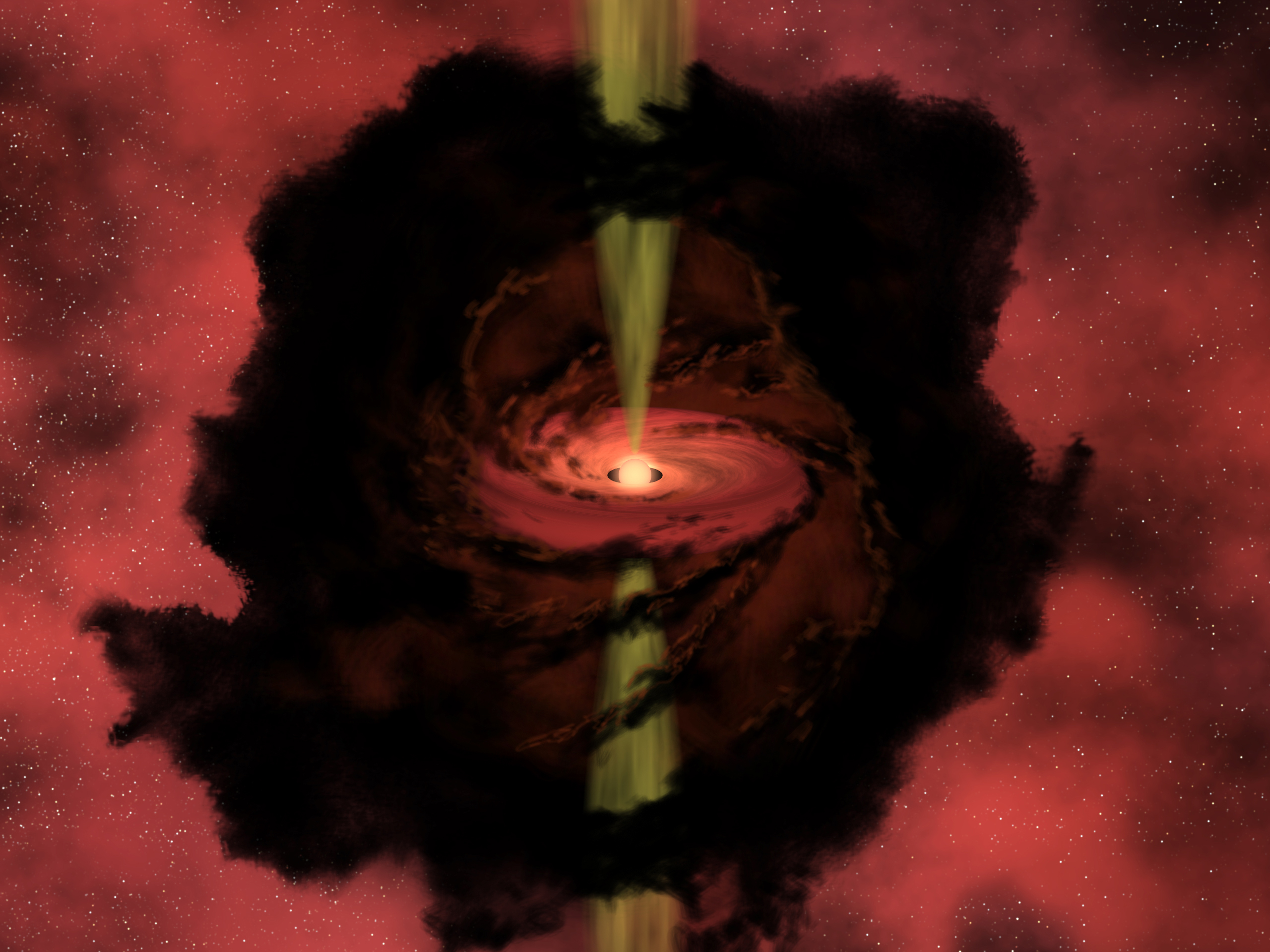
En konstnärs tolkning av hur en stjärnas födelse kan se ut.

Stjärnor bildas inom molekylmoln som kallas för nebulosor, stora regioner med hög densitet (men fortfarande lägre täthet än i en vakuumkammare på jorden), i det interstellära mediet. Dessa moln består huvudsakligen av väte, med ungefär 23–28 % helium och en mindre del tyngre ämnen. Ett exempel på en sådan födelseplats för stjärnor är Orionnebulosan. När stjärnor bildas från dessa moln lyser de upp dem och joniserar dem vilket skapar en så kallad H II-region.

### Bildandet av en protostjärna
Bildandet av en stjärna börjar med en gravitationell instabilitet inuti ett molekylmoln, något som ofta utlöses av chockvågor från en supernova eller genom en kollision av två galaxer (dessa är kända som starburstgalaxer). När en region har nått en kritisk densitet och kriteriet för Jeans-instabiliteten uppnåtts, börjar det kollapsa av sin egen gravitation.
När molnet kollapsar bildar anhopningar av stoft och gas vad som kallas för Bok-globuler. Dessa kan innehålla material motsvarande upp till 50 solmassor. När en globul kollapsar och densiteten ökar konverteras den gravitationella energin till värme och temperaturen stiger. En protostjärna bildas i globulens kärna när sammandragningen har nått kriteriet för hydrostatisk jämvikt. Dessa nya stjärnor är ofta omringade av en protoplanetarisk skiva.
Nya stjärnor med mindre än två solmassor kallas T-Tauri-stjärnor och stjärnor med större massor Herbig-Ae/Be-stjärnor. Dessa nyfödda stjärnor sänder ut jetströmmar av gas längs sin rotationsaxel, vilket skapar ett fenomen kallat Herbig-Haro-objekt.

### Huvudserien
Stjärnor tillbringar omkring 90 % av sin livstid med att fusionera väte till helium i reaktioner under högt tryck och hög temperatur nära kärnan. Sådana stjärnor sägs tillhöra huvudserien. Vätefusionen sker via proton-protonkedjan i mindre stjärnor och via CNO-cykeln i större stjärnor. Efterhand som andelen helium i kärnan växer, och andelen väte därmed blir proportionellt mindre, ökar stjärnans temperatur och luminositet för att fusioneringstakten ska kunna hållas uppe. Solen, till exempel, har uppskattats ökat sin luminositet med omkring 40 % sedan den nådde huvudserien för 4,6 miljarder år sedan.
Alla stjärnor skapar en stjärnvind av partiklar som orsakar ett kontinuerligt utflöde av gas till rymden. För de flesta stjärnor är mängden materia som förloras försumbar. Solen förlorar på detta sätt 10−14 solmassor varje år eller ungefär 0,01 % under dess totala livslängd. Mycket massiva stjärnor kan dock förlora mellan 10−7 och 10−5 solmassor varje år, vilket får en betydande påverkan på deras utveckling. Supermassiva stjärnor som börjar med mer än 50 solmassor kan förlora över hälften av sin massa under tiden de tillhör huvudserien.
Tiden en stjärna tillbringar på huvudserien beror framförallt på den mängd bränsle den har att förbränna och vilken hastighet den förbränner detta bränsle med - med andra ord på dess ursprungliga massa och dess luminositet. För solen uppskattas denna tid vara ungefär 10 miljarder år. Större stjärnor använder sitt bränsle mycket snabbt och är kortlivade, med astronomiska mått mätt. Små stjärnor, kallade röda dvärgar, å andra sidan förbrukar bränslet mycket långsamt, vilket kan få det att räcka i tiotals eller hundratals miljarder år. Vid slutet av deras liv blir de helt enkelt allt mer ljussvaga och övergår till sist till svarta dvärgar. Men eftersom livstiden hos röda dvärgar är långt över universums förmodade ålder på 13,7 miljarder år, skulle fynd av en svart dvärg medföra att någon gällande teori måste omprövas.
Förutom massa kan även andelen grundämnen tyngre än helium spela en betydande roll i stjärnors utveckling. Inom astronomin betraktas alla ämnen tyngre än helium som "metalliska" och den kemiska koncentrationen av dessa ämnen kallas metallicitet. Denna metallicitet kan påverka hur lång tid det tar för en stjärna att förbränna sitt bränsle, kontrollera bildandet av magnetiska fält och ändra styrkan hos stjärnvinden. Äldre stjärnor, så kallade population II-stjärnor, har markant lägre metallicitet än yngre population I-stjärnor på grund av sammansättningen av molekylmolnen de skapades i. Detta beror på att vissa moln anrikas med tyngre ämnen efterhand som äldre stjärnor dör och stöter bort stora delar av sin materia.

### Efter huvudserien
När stjärnor med en massa på minst 0,4 solmassor förbrukar sitt förråd av väte i sin kärna, börjar deras yttre delar expandera våldsamt och kylas ner, vilket förvandlar stjärnan till en röd jätte. Om ungefär 5 miljarder år, när solen är en röd jätte, kommer den bli så stor att den kommer sluka Merkurius och eventuellt även Venus. Modeller förutspår att solen kommer expandera ut till omkring 99 % av avståndet till jorden idag (1 AU). Samtidigt beräknas dock jordens bana expandera till ungefär 1,7 AU på grund av solens förlust av massa och därmed tros jorden undvika ödet att bli en del av solen. Jorden kommer emellertid att berövas på sin atmosfär och hav eftersom solens luminositet kommer att öka tusenfalt.
I en röd jätte upp till 2,25 solmassor fortsätter vätefusion i ett skallager omkring kärnan. Till sist är kärnan tillräckligt komprimerad för att starta heliumfusion och stjärnan krymper nu igen i radie och ökar sin yttemperatur. För större stjärnor övergår kärnreaktionerna i kärnan direkt från fusion av väte till fusion av helium.
Sedan stjärnan har förbrukat sitt helium i kärnan fortsätter fusionen i ett skal runt en het kärna av kol och syre. Stjärnan följer sedan en utveckling som påminner om den första fasen som röd jätte, men vid högre yttemperatur.

#### Massiva stjärnor
Under sin fas av heliumförbränning expanderar stjärnor med väldigt hög massa (mer än nio solmassor) till röda superjättar. När detta bränsle är förbrukat i kärnan kan de fortsätta fusionera tyngre ämnen än helium. Kärnan dras samman till dess att temperaturen och trycket är tillräckligt stort för att fusionera kol. Denna process fortsätter med successiva stadier drivna av syre, neon, kisel och svavel. Mycket nära slutet på stjärnans livstid kan fusion ske i skal inom stjärnan (påminner om en lök i uppbyggnad). Varje skal förbränner ett särskilt ämne där det yttersta skalet förbränner väte, nästa skal förbränner helium och så vidare, dock inte samtidigt.
Det sista stadiet nås när stjärnan börjar bilda järn. Eftersom järnkärnor är mer tätt bundna än alla tyngre ämnen skulle fusion av järn inte lösgöra energi utan tvärtemot konsumera energi. I supermassiva stjärnor bildas därför en stor kärna av järn. Dessa tunga ämnen kan ta sig upp till ytan hos stjärnorna vilka då kallas Wolf-Rayet-stjärnor som har en tät stjärnvind vilken stöter bort den yttre atmosfären.

#### Kollaps

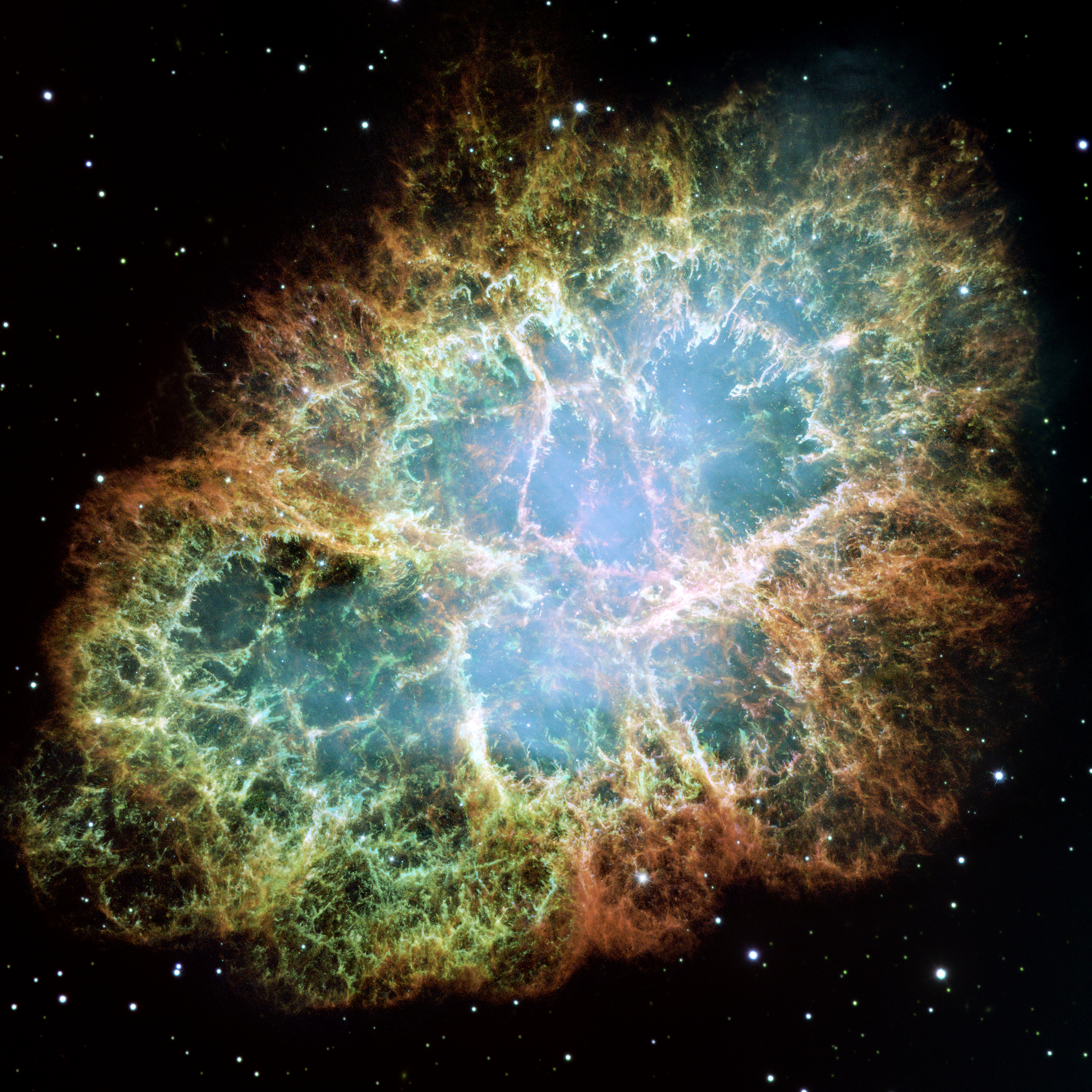
Krabbnebulosan, resterna av en supernova vars supernovaexplosion observerades av flera olika civilisationer på jorden den 4 juli 1054.

En utvecklad genomsnittlig stjärna kommer nu stöta bort sina yttre lager till en planetarisk nebulosa. Om det som därefter återstår är mindre än 1,4 solmassor, krymper den till ett relativt litet objekt (ungefär jordens storlek) som inte är massivt nog för att komprimeras ytterligare. Dessa kompakta objekt kallas vita dvärgar. Den degenererade massan inuti en vit dvärg är inte längre ett plasma, även om stjärnor generellt beskrivs som klot av plasma. Vita dvärgar kommer till sist kylas ner till svarta dvärgar efter en mycket lång tid.
I mer massiva stjärnor (över 1,4 solmassor) kommer fusion att fortsätta fram till att järnkärnan har växt sig så stor att den inte längre kan stödja sin egen massa. Eftersom fusionen av järn inte är en exoterm reaktion upphör det utåtgående termiska trycket som tidigare hindrat stjärnan från att komprimeras vidare av gravitationen. Kärnan kommer plötsligt att kollapsa när trycket blir så stort att elektronerna trycks in i protonerna vilket bildar neutroner och neutriner i ett utbrott av inverterat betasönderfall. Den lättare materian i de yttre delarna av stjärnan faller omgående in mot neutronkärnan och kastas sedan våldsamt tillbaka utåt i en supernovaexplosion, på samma sätt som en våg "studsar" tillbaka när den möter en vägg. Supernovor är så kraftfulla att de för en kort period kan lysa starkare än hela galaxen de befinner sig i. När de inträffar i Vintergatan har de historiskt observerats som nya stjärnor där ingen fanns förut.
Huvuddelen av materian i stjärnan blåses bort av supernovaexplosionen (vilket bildar nebulosor som Krabbnebulosan) och vad som kvarstår är kompakta objekt som en neutronstjärna (som ibland yttrar sig som en pulsar) eller, för de allra tyngsta stjärnorna med en kvarvarande massa på över fyra solmassor, ett så kallat svart hål. I en neutronstjärna är all materia i ett tillstånd känt som neutrondegenererad materia, möjligen med en än mer exotisk typ av degenererad materia i kärnan, QCD-materia. Inom svarta hål är materian i ett tillstånd som ännu inte förstås av vetenskapen. De yttre bortstötta lagren av döda och döende stjärnor innehåller tyngre ämnen som kan återvinnas under bildandet av nya stjärnor. Detta är nödvändigt för att jordlika planeter ska uppstå som nästan uteslutande består av tunga ämnen. Utflödet från supernovor och stjärnvinden spelar en viktig roll för det interstellära mediets egenskaper.

## Fördelning och antal

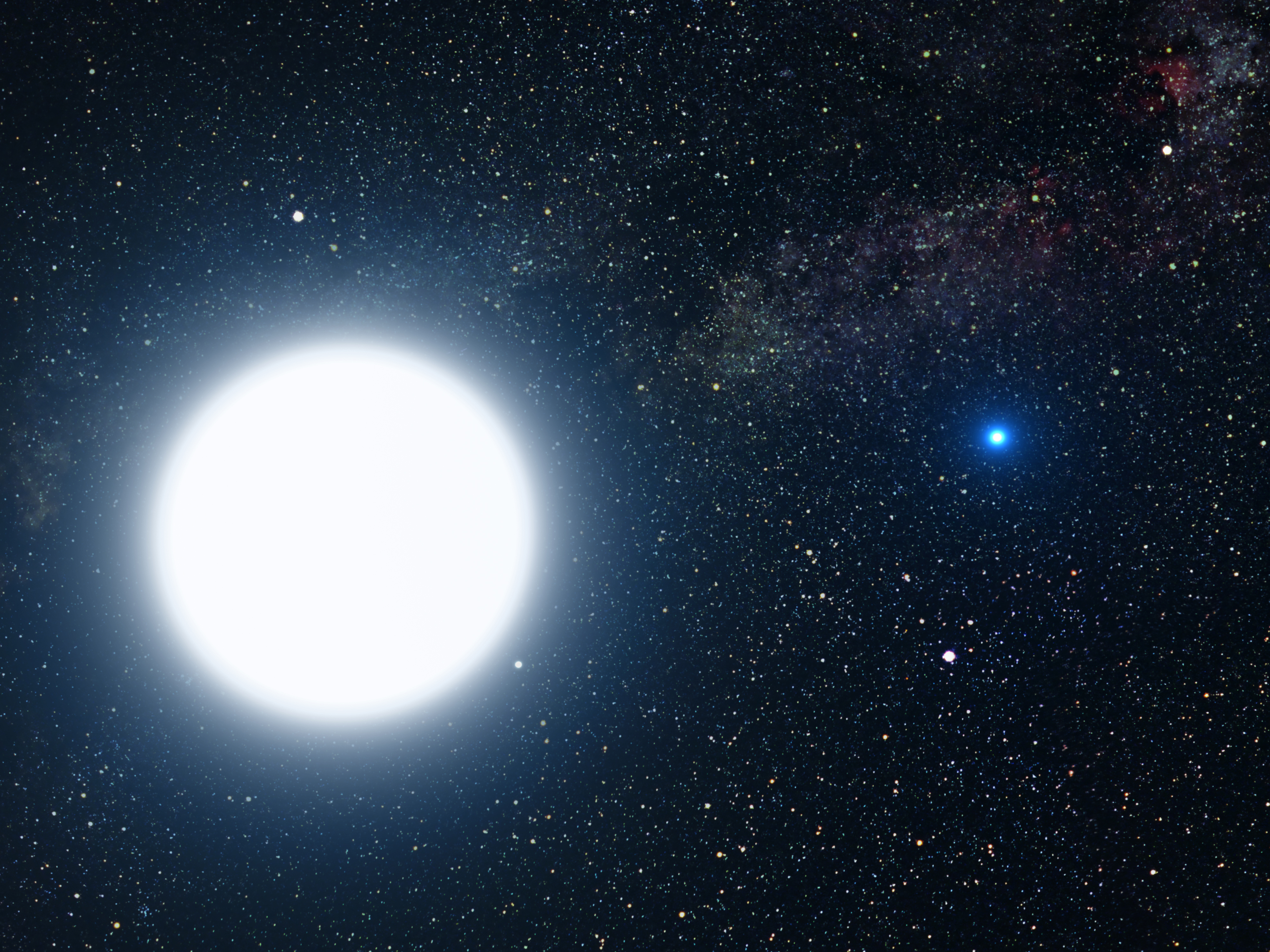
En vit dvärgstjärna i bana runt Sirius. Bilden är en konstnärs uppfattning.

Förutom isolerade stjärnor som solen kan ett stjärnsystem bestå av flera till varandra gravitationellt bundna stjärnor. Den vanligaste typen av ett flerstjärnigt system är dubbelstjärnor, men system med tre eller fler stjärnor har också hittats. Av stabilitetsskäl är dessa oftast organiserade på särskilda sätt. För system med tre stjärnor till exempel är det vanliga att två av dem roterar runt varandra på relativt nära håll medan den tredje roterar runt de båda andra på betydligt längre avstånd. Större grupper finns också. Dessa kan vara allt från löst bundna stjärnor som rör sig tillsammans i en galax (en så kallad stjärndrift, eng. moving group), stjärnassociationer (stjärnor som antas ha fötts tillsammans) och stjärnhopar av olika typer. Stora klotformade stjärnhopar kan innehålla flera hundra tusen stjärnor, och i de största stjärnhoparna (superstjärnhopar) kan det finnas flera miljoner stjärnor.
Det har länge felaktigt antagits att majoriteten av stjärnorna befinner sig i gravitationellt bundna flerstjärniga system. För väldigt massiva klass O- och B-stjärnor har man länge känt till att endast en liten andel, omkring 20 %, är ensamma. Från detta antogs att ungefär samma förhållande gäller för samtliga stjärnor. Men riktade undersökningar mot stjärnor med låg massa har visat att andelen enkelstjärnor ökar ju längre ner i storlek man går och för röda dvärgar är förhållandet nästan omvänt med 75 % ensamma stjärnor. Eftersom omkring 85 % av alla stjärnor antas vara röda dvärgar är de flesta stjärnor sannolikt ensamma.
Stjärnor är inte enhetligt spridda över universum utan är normalt grupperade i galaxer tillsammans med interstellär gas och stoft. En typisk galax innehåller hundratals miljarder stjärnor, och det finns mer än 100 miljarder galaxer i det observerbara universumet. Tidigare trodde man att stjärnor bara kunde finnas i galaxer, men sedan 1997 har även intergalaktiska stjärnor upptäckts. Totalt uppskattas det finnas åtminstone 3×1023 (300 triljarder eller 300 000 000 000 000 000 000 000 stycken) stjärnor i det observerbara universumet. Det är ungefär lika många som antalet celler i samtliga idag existerande människor sammantaget.
Den närmsta stjärnan sett från jorden, förutom solen, är Proxima Centauri, som är 4,2 ljusår bort, vilket motsvarar 39,9 biljoner (1012) kilometer. Det tar därmed 4,2 år för ljus från Proxima Centauri att nå jorden. Skulle man färdas med samma hastighet som den rymdfärjorna uppnår (omkring 30 000 km/h) skulle det ta runt 150 000 år att åka dit. Detta är ett ganska normalt avstånd i den galaktiska disken inklusive i solsystemets omgivning. Stjärnor kan vara mycket närmare varandra nära galaxers kärnor eller i klotformiga stjärnhopar, och mycket längre från varandra i den galaktiska halon.
På grund av de relativt långa avstånden mellan stjärnor utanför galaxkärnorna anses kollisioner vara ovanliga. I tätare regioner som i kärnan av de klotformiga stjärnhoparna eller i de galaktiska kärnorna kan det vara vanligare. Sådana kollisioner tros kunna resultera i vad som är känt som blå eftersläntrare (eng. blue stragglers). Dessa ovanliga stjärnor har en högre yttemperatur (och därmed blåare färg) än andra huvudseriestjärnor med samma luminositet i stjärnhopen.

## Egenskaper

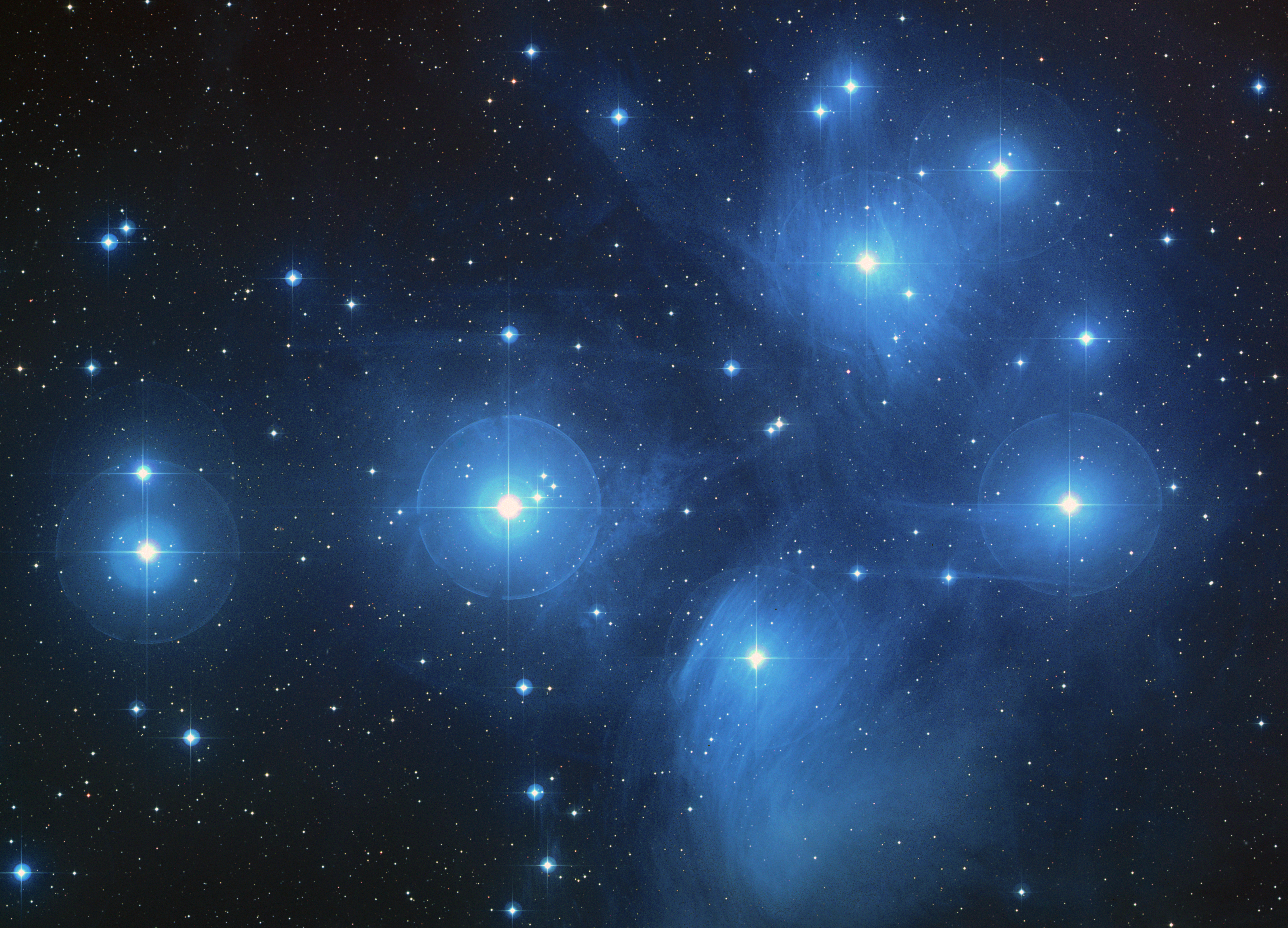
Den öppna stjärnhopen Plejaderna.

Nästan alla egenskaper hos en stjärna bestäms av dess ursprungliga massa, inklusive viktiga egenskaper som luminositet och storlek, såväl som stjärnans utveckling, livslängd och öde.

### Ålder
De flesta stjärnor är mellan 1 och 10 miljarder år gamla. Vissa kan till och med vara så gamla som närmare 13,80 ± 0,037 miljarder år, vilket motsvarar universums förmenta ålder enligt mätningar med Planckteleskopet. Den äldsta stjärnan som hade upptäckts år 2007, HE 1523-0901, har en ålder som har uppskattats till 13,2 miljarder år. Sedan dess har rekordet erövrats (2013) av HD 140283, även kallad Metusalem-stjärnan, med 14,5 ± 0,8 miljarder år. Trots att värdet överstiger gällande ålder för Universum, så är mätnoggrannheten inte tillräcklig för att motivera revision av big bang-teorin.
Ju mer massiv en stjärna är desto kortare blir dess livslängd, främst eftersom större stjärnor har högre tryck i sin kärnregion, vilket får dem att fusionera väte snabbare. De absolut största stjärnorna har en livslängd på omkring 10 miljoner år, medan de minsta röda dvärgarna kan leva så länge som flera hundra miljarder år.

### Kemisk sammansättning
När en stjärna bildas består dess massa av ungefär 70 % väte och 28 % helium samt en mindre andel tyngre grundämnen. Dessa tyngre ämnen kallas inom astronomin för metaller, även om många av ämnena inte anses vara metaller i vanliga sammanhang, och måttet på andelen tyngre ämnen benämns därför som metallicitet. Vanligen mäter man andelen tyngre ämnen genom att undersöka andelen järn i stjärnans atmosfär. Detta görs eftersom järn är ett vanligt ämne som är enkelt att upptäcka och mäta. Eftersom de molekylmoln där stjärnor bildas stadigt berikas med tyngre ämnen från supernovaexplosioner kan en sådan mätning ge en uppfattning om stjärnans ålder.
Det har visat sig att de stjärnor man upptäckt, som har planeter, har en högre andel tyngre ämnen än genomsnittet, vilket betyder att den kemiska sammansättningen omvänt kan användas som en indikator för hur sannolikt det är att stjärnan har stora detekterbara planeter. Förhållandet anses bero på att en högre andel tyngre ämnen snabbar på processen att bilda de "frön", så kallade planetesimaler och protoplaneter, som så småningom utvecklas till planeter. För att stora gasjättar som enkelt kan upptäckas från jorden ska bildas måste eventuella planetkärnor ha uppnått en kritisk storlek för att dra till sig en stor del av gasen i omgivningen innan protostjärnan blåser bort gasmolnen med sin kraftiga stjärnvind.
Stjärnan med lägst uppmätta järnhalt så här långt är dvärgstjärnan HE1327-2326 med bara 0,005 ‰ av solens järnhalt. Samtidigt finns stjärnor som Rasalas med nästan dubbelt så mycket järn som solen och 14 Herculis, som har visat sig ha ett planetsystem, med nästan tre gånger mer järn. Det finns också kemiskt avvikande stjärnor som visar ovanligt rikliga mängder av vissa ämnen i sina spektra, speciellt krom och sällsynta jordartsmetaller.

### Diameter
På grund av deras stora avstånd från jorden tycks alla stjärnor utom solen vara lysande punkter på natthimlen för det mänskliga ögat. De ser ofta ut att blinka på grund av fluktuation i lufttäthet i jordens atmosfär. Dessa temperaturskillnader och rörelser i luften får ljuset att brytas av i något olika riktningar vilket får oss att tro att stjärnan blinkar, men det är bara en illusion. Solen är också en stjärna, men den är nära nog för att ögat ska uppfatta den som en yta istället för en punkt. Förutom solen är den stjärna som har störst diameter sett från jorden R Doradus med bara 0,057 bågsekunder.
De flesta stjärnor har en alldeles för liten vinkeldiameter för att kunna observeras från jorden som mer än en punkt med nuvarande markbaserade optiska teleskop. Därför används istället interferometriska teleskop för att avbilda dessa objekt. En annan teknik för att mäta vinkeldiametern är genom ockultation. Genom att så exakt som möjligt mäta upp ljusstyrkan hos en stjärna precis när den försvinner bakom månen (eller ökningen i ljusstyrka när den dyker upp igen), kan stjärnans vinkeldiameter beräknas.
Stjärnor varierar i storlek från neutronstjärnor, vilka är mellan 20 och 40 km i diameter, till superjättar som Betelgeuse i stjärnbilden Orion med en diameter omkring 650 gånger större än solens (omkring 0,9 miljarder kilometer). Betelgeuse har dock en betydligt lägre densitet än solen.

### Stjärnornas rörelser
Rörelser hos en stjärna relativt solen kan, beroende på omständigheterna, ge värdefull information om stjärnans ursprung och ålder. Man kan till exempel avgöra om en stjärna är gravitationellt bunden till en grupp andra stjärnor och därför kan misstänkas ha ett gemensamt ursprung med de övriga. Mätningar av stjärnors rörelser är också viktiga för att man ska förstå strukturen och dynamiken hos galaxen. Rörelsen delas upp i två komponenter, radialhastighet som är riktad mot eller från solen, och en tangentiell komponent som kallas stjärnans egenrörelse.
Radialhastigheten mäts genom dopplerförskjutningen hos stjärnans spektrallinjer och anges i enheten km/s. Egenrörelsen mäts med precisa astronomiska instrument och mäts i millibågsekunder per år. Genom att mäta upp stjärnans parallax kan sedan egenrörelsen konverteras till hastighet. Stjärnor med hög egenrörelse är sannolika att vara relativt nära solen, vilket gör dem till goda kandidater för parallaxmätningar.
När båda hastigheterna är kända kan rymdhastigheten för stjärnan i förhållande till solen eller galaxen beräknas. Bland närliggande stjärnor har det konstaterats att population I-stjärnor generellt har lägre hastigheter än äldre population II-stjärnor. De senare har elliptiska banor som är vinklade mot galaxens plan. Jämförelser av rörelserna hos närliggande stjärnor har också lett till upptäckten av stjärnassociationer. Dessa är med största sannolikhet grupper av stjärnor som delar en gemensam ursprungsplats i de jättelika molekylmolnen.

### Magnetiska fält

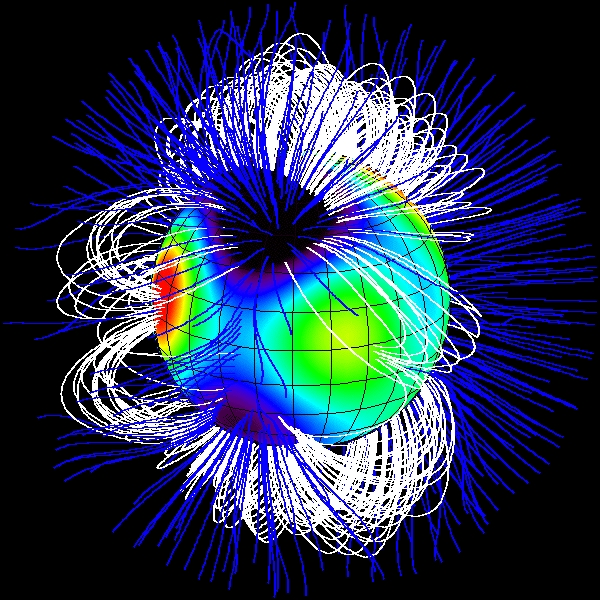
Ytmagnetfältet hos den tunga stjärnan τ Scorpii, vilket har rekonstruerats med hjälp av Zeeman-Doppler-metoden.

En stjärnas magnetiska fält skapas i de inre regionerna där konvektiv cirkulation sker. Dessa rörelser av ledande plasma fungerar som en dynamo och genererar magnetiska fält som sträcker sig genom stjärnan. Styrkan på fältet varierar med massa och sammansättning medan mängden ytaktivitet beror på stjärnans rotationshastighet. Denna ytaktivitet skapar stjärnfläckar som är regioner med starka magnetiska fält och lägre temperatur än normalt. Loopar i koronan är bågar av magnetiska fält som sträcker sig ut i koronan från aktiva regioner. Solutbrott är våldsamma utbrott från solytan av högenergipartiklar som sänds ut på grund av samma magnetiska aktivitet.
Unga, snabbt roterande stjärnor tenderar ha höga nivåer av ytaktivitet på grund av deras magnetiska fält. Dessa fält kan påverka stjärnans solvind, vilket fungerar som en broms som sakta men säkert saktar in stjärnans rotation efterhand den blir äldre. Därmed har äldre stjärnor som solen en mycket lägre rotationshastighet och en lägre ytaktivitet. Aktiviteten hos långsamt roterande stjärnor varierar normalt i cykler och kan nästan helt försvinna under vissa perioder. Under Maunderminimum, till exempel, hade solen en nästan 70-årig period nästan utan solfläckar.

### Massa
En av de mest massiva stjärnorna man känner till är Eta Carinae med så mycket som 100–150 solmassor. Den förväntas få ett mycket kort liv, ett par miljoner år som mest. En studie av Archesstjärnhopen antyder att 150 solmassor kan vara nära den övre gränsen för stjärnor i universums nuvarande era. Bakgrunden till den här gränsen är inte helt känd, men den beror delvis på Eddington-luminositeten, vilken definierar den maximala mängd luminositet som kan passera genom en stjärnas atmosfär utan att trycka ut denna med sig.
De första stjärnorna att bildas efter big bang kan ha varit större, upp till 300 solmassor eller mer, på grund av att deras sammansättning helt saknade ämnen tyngre än litium. Den generationen supermassiva population III-stjärnor är dock sedan länge borta och de förekommer för närvarande bara som teoretiska objekt.
Med en massa på enbart 93 jupitermassor är AB Doradus C en av de minsta kända stjärnorna som har en aktiv fusionsprocess i sitt inre. För stjärnor med en metallicitet som liknar solens beräknas den teoretiskt minsta möjliga massan för att fortfarande kunna fusionera väte i kärnan, vara ungefär 75 jupitermassor. Mindre stjärnor än så kallas bruna dvärgar, vilka hör till ett dåligt definierat område mellan stjärnor och gasjättar. Hos dessa förekommer ingen fusion i kärnan.
Kombinationen av radie och massa hos en stjärna avgör ytgravitationen. Jättestjärnor har en mycket lägre ytgravitation än huvudseriestjärnor medan motsatsen gäller för degenererade, kompakta stjärnor som vita dvärgar. Ytgravitationen kan påverka utseendet på stjärnans spektrum, där hög gravitation kan orsaka en breddning av absorptionslinjerna.

### Rotation

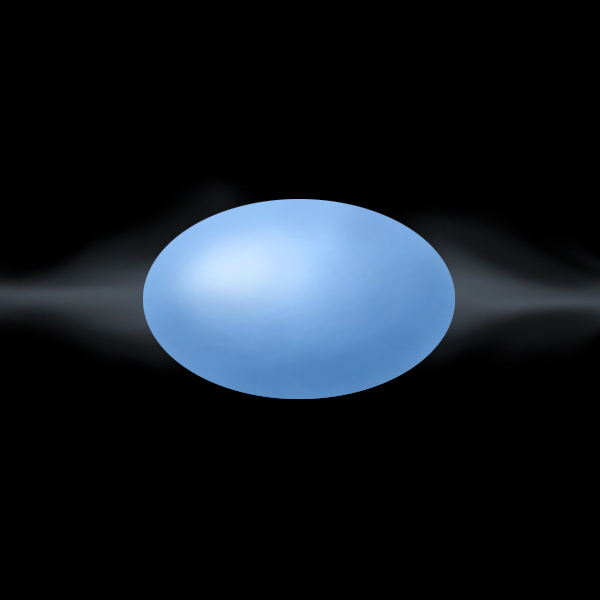
Den deformerade stjärnan Achernar (α Eridani) har fått sitt säregna utseende på grund av den våldsamma rotationen.

Rotationshastigheten hos stjärnor kan approximeras genom spektroskopiska mätningar eller mer exakt avgöras genom att spåra stjärnfläckar. Unga stjärnor kan ha en rotationshastighet högre än 100 km/s vid ekvatorn. B-klass-stjärnan Achernar, till exempel, har en rotationshastighet vid ekvatorn på minst 225 km/s. Detta gör att diametern över ekvatorn är hela 50 % större än mellan polerna. Den hastigheten är inte långt ifrån den kritiska hastighet på 300 km/s som skulle betyda att stjärnan bryts isär. Som jämförelse roterar solen endast en gång per 25–35 dagar med en ekvatorialhastighet på 1,994 km/s. Stjärnans magnetfält och stjärnvind saktar efterhand ner huvudseriestjärnor med en betydande mängd.
Degenererade stjärnor har dragits samman till en extremt kompakt massa, vilket resulterar i en snabb rotation. Men de har ganska låga rotationshastigheter jämfört med vad som kan förväntas av att bevara rörelsemängdsmoment. Detta förklaras av att en stor del av stjärnans rörelsemängdsmoment går förlorat i den omfattande massförlusten genom stjärnvinden. Trots detta kan rotationen vara mycket snabb: En pulsar i hjärtat av Krabbnebulosan roterar med 30 varv per sekund. En pulsars rotationshastighet kommer att sakta minska bland annat på grund av att den sänder ut strålning.

### Temperatur
Yttemperaturen hos en huvudseriestjärna bestäms av hur hastigt energi frigörs i kärnan och stjärnans radie och avgör ofta stjärnans färgindex. Temperaturen ges ofta som den effektiva temperaturen, vilken är temperaturen hos en ideal svartkropp som strålar ut sin energi vid samma luminositet per area som stjärnan. Notera att den effektiva siffran bara är ett representativt värde, eftersom stjärnor i själva verket har en temperaturgradient som minskar med ökande avstånd från stjärnan. Temperaturen i kärnregionen hos en stjärna är flera miljoner Kelvin.
Stjärntemperaturen ger karakteristiska absorptionslinjer i spektrumet. Yttemperaturen hos en stjärna används tillsammans med den absoluta magnituden och särskilda kännetecken i absorptionslinjerna för att klassificera stjärnan.
Massiva huvudseriestjärnor kan ha en yttemperatur på 50 000 K. Stjärnor som solen har yttemperaturer på sex tusen grader medan röda jättar har en relativt låg temperatur på omkring 3 600 K, men de har också en hög luminositet på grund av sin stora area.

### Stjärnfall
Stjärnfall är inte som ordet antyder, att en stjärna faller. Det är i själva verket mycket små asteroider, kometer eller rymdskräp som faller mot jorden i mycket hög hastighet och brinner upp högt uppe i atmosfären.

## Strålning
Den energi som genom fusion frigörs i stjärnor strålar ut i rymden både som elektromagnetisk strålning och partikelstrålning. Partikelstrålningen ger upphov till stjärnvinden (vilken är en ström av elektriskt laddade partiklar som protoner, alfapartiklar och betapartiklar från stjärnans yttre lager) och en konstant ström av neutrinor från kärnan.
De stora mängderna energi som frigörs från kärnan är anledningen till att stjärnor lyser så starkt. Varje gång två eller flera atomkärnor slås ihop för att bilda en ny atomkärna av ett tyngre ämne bildas gammastrålning från reaktionen. Den här energin omvandlas till andra former av elektromagnetisk energi, inklusive synligt ljus, när den färdas ut till stjärnans yttre lager.
En stjärnas färg avgörs av vid vilken frekvens inom det synliga spektrumet som de flesta fotonerna sänds ut, vilket i sin tur beror på temperaturen av stjärnans ytlager, inklusive fotosfären. Förutom synligt ljus sänds också elektromagnetisk strålning ut som är osynlig för det mänskliga ögat. Faktum är att strålningen spänner över hela det elektromagnetiska spektrumet, från de längsta radiovågorna till de kortaste våglängderna i form av gammastrålning.
Genom att undersöka stjärnors spektrum kan astronomer mäta upp en rad olika egenskaper hos stjärnan, bland annat yttemperatur, ämnessammansättning och hur snabbt stjärnan roterar. Om avståndet till stjärnan är känt kan även stjärnans luminositet räknas fram och med detta kan massa och storlek med mera avgöras. (Massa kan även mätas upp direkt för stjärnor i flerkroppssystem såsom dubbelstjärnor. Det finns även en annan teknik för att beräkna massan hos stjärnor, så kallade gravitationella mikrolinser.) Med dessa parametrar kan till sist också stjärnans ålder uppskattas.

### Luminositet
Luminositet är inom astronomin mängden ljus och andra former av strålningsenergi som en stjärna strålar ut per tidsenhet. En stjärnas luminositet beror på storleken och yttemperaturen. Flera stjärnor visar dock inte ett lika stort flöde av energi från ytan överallt. Den snabbt roterande stjärnan Vega till exempel har ett högre flöde av energi per kvadratmeter vid dess polarområden än vid ekvatorn.
Vanligare variationer av energiflödet är ytfläckar med en lägre temperatur och luminositet än genomsnittet. Dessa kallas för stjärnfläckar, mer kända som solfläckar i solens fall. Jättestjärnor, speciellt sådana som tillhör ett system med två eller flera stjärnor, har generellt större och tydligare stjärnfläckar än mindre stjärnor och de kan täcka mer än halva ytan, men även små röda dvärgar som UV Ceti kan ha ganska omfattande stjärnfläckar.

### Magnitud
| Skenbar magnitud | Antal stjärnor |
| ---------------- | -------------- |
| 0                | 4              |
| 1                | 15             |
| 2                | 48             |
| 3                | 171            |
| 4                | 513            |
| 5                | 1 602          |
| 6                | 4 800          |
| 7                | 14 000         |

Magnitud är ett mått på stjärnors och andra himlaobjekts ljusstyrka, fördelat på skenbar magnitud och absolut magnitud. Skenbar magnitud är ljusstyrkan hos en stjärna som vi ser den på jorden, vilket beror på stjärnans luminositet, vilket avstånd den befinner sig på och om något filtrerar ljuset på vägen till observatören på jorden (till exempel interstellära gasmoln och jordens atmosfär). De ljusstarkaste stjärnorna sett till skenbar magnitud, förutom solen, är Sirius, Canopus, Arcturus, Alfa Centauri, Vega, Rigel, Procyon, Achernar, Betelgeuse och Beta Centauri. Absolut magnitud är vad den skenbara magnituden skulle vara om avståndet mellan jorden och stjärnan skulle vara 10 parsec (32,6 ljusår) och är direkt relaterad till stjärnans luminositet.
Både skenbar och absolut magnitud använder en logaritmisk skala; en siffra skillnad på skalan innebär en skillnad i ljusstyrka på omkring 2,5 gånger. (5:e roten av 100 för att vara exakt). Detta betyder att en stjärna av första magnituden (+1,00) är ungefär 2,5 gånger ljusare än en stjärna av andra magnituden (+2,00) och ungefär 100 gånger ljusare än en stjärna av sjätte magnituden (+6,00). De svagaste stjärnorna som kan ses av människans öga under goda förhållanden är ungefär på magnitud +6.
På båda skalorna innebär ett lägre värde en ljusare stjärna och därmed innebär ett större värde en ljussvagare stjärna. De ljusaste stjärnorna på bägge skalorna har negativa magnituder.  Solen har en skenbar magnitud på -26,7, men dess absoluta magnitud är blygsamma +4,83. Den ljusaste stjärnan på jordens stjärnhimmel, Sirius, har en skenbar magnitud på -1,44 och en absolut magnitud på +1,41 (ungefär 23 gånger starkare än solen). Canopus, den näst ljusaste stjärnan på stjärnhimlen, har en mycket hög absolut magnitud på -5,53, vilket gör att den har en luminositet ungefär 14 000 gånger högre än solens. Men eftersom Sirius är betydligt närmare jorden med ett avstånd på 8,6 ljusår, jämfört med Canopus 310 ljusår, ser Sirius ändå starkare ut sett från jorden trots den stora skillnaden i absolut magnitud.
LBV 1806-20 är namnet på en stjärna som har en av de högsta absoluta luminositeterna man har hittat så här långt med en absolut magnitud på -14,2. Detta betyder att om den befann sig på 10 parsecs avstånd från jorden så skulle den lysa flera gånger starkare på himlen än fullmånen (skenbar magnitud på -12,6) och vara väl synlig i fullt dagsljus. Stjärnans luminositet är minst fem miljoner gånger högre än solens. De svagaste stjärnorna man har lyckats upptäcka är röda dvärgar med en magnitud på 26 och en vit dvärg med magnitud 28. Dessa stjärnor är så ljussvaga att ett litet stearinljus på månen skulle vara lättare att se från jorden.

## Spektraltyp

Morgan-Keenans uppdelning i spektraltyper.

Stjärnor klassificeras efter sina spektra från typ O, som är väldigt heta, till typ M, som är så svala att molekyler kan bildas i deras atmosfärer. Huvudklasserna, ordnade efter sjunkande yttemperatur, är O, B, A, F, G, K och M. En rad speciella spektraltyper har speciella klasser, de vanligaste av dessa är L och T som de kallaste lågmassestjärnorna tillhör och bruna dvärgar.
Varje bokstav har 10 underklasser, från varmast till kallast, 0 till 9. Skalan fungerar väl upp till de allra varmaste temperaturerna. De mest extrema stjärnorna på skalan, klass O0 och O1, kanske inte existerar.
Stjärnor kan också klassificeras efter luminositeteffekten i deras spektrallinjer, vilken korrelerar med deras storlek och bestäms av ytgravitationen. Dessa klasser finns från 0 (hyperjättar) och III (jättestjärnor till V (huvudseriedvärgar) och VII (vita dvärgar). De flesta stjärnor tillhör huvudserien som består av vanliga vätefusionerande stjärnor. Dessa uppträder som ett smalt, diagonalt band då stjärnorna framställs på en graf med den absoluta magnituden uppställd mot spektraltypen. Vår sol är en huvudseriestjärna av klass G2V (gul dvärg), vilket betyder att den har en medelhög temperatur och normal storlek.
Ytterligare beteckningar i form av gemena bokstäver kan följa spektraltypen för att indikera speciella företeelser i spektrumet. Till exempel betyder ett "e" att emissionslinjer finns; "m" betecknar höga nivåer av metaller och "var" avser variationer av spektraltyp.
Vita dvärgar har egna typer som börjar med bokstaven D. Denna är vidare uppdelad i typerna DA, DB, DC, DO, DZ och DQ, beroende på vilka spektrallinjer som är mest framträdande i spektrumet. Dessa bokstäver följs av ett numeriskt värde som indikerar temperaturen.
| Typ | Temperatur (K)  | Färg    | Massa (M☉) | Radie (R☉) | Luminositet (L☉) | Absorptionslinjer             | Exempelstjärna   |
| --- | --------------- | ------- | ---------- | ---------- | ---------------- | ----------------------------- | ---------------- |
| O   | 28 000 - 50 000 | Ljusblå | 16 - 150   | 15         | 1 400 000        | N, C, He och O                | α Camelopardalis |
| B   | 9 600 - 28 000  | Vitblå  | 3,1 - 16   | 7          | 20 000           | He, H                         | Rigel            |
| A   | 7 100 - 9 600   | Vit     | 1,7 - 3,1  | 2,1        | 80               | H                             | Altair           |
| F   | 5 700 - 7 100   | Vitgul  | 1,2 - 1,7  | 1,3        | 6                | Metaller: Fe, Ti, Ca, Sr e Mg | Procyon A        |
| G   | 4 600 - 5 700   | Gul     | 0,9 - 1,2  | 1,1        | 1,2              | Ca, He, H med flera           | Solen            |
| K   | 3 200 - 4 600   | Orange  | 0,4 - 0,8  | 0,9        | 0,4              | Metaller + TiO2               | Gliese 892       |
| M   | 1 700 - 3 200   | Röd     | 0,08 - 0,4 | 0,4        | 0,04             | Som ovan                      | Barnards stjärna |

## Variabla stjärnor

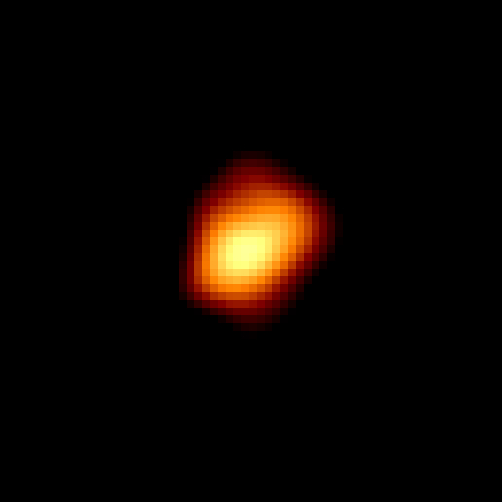
Det asymmetriska utseendet hos Mira, en oscillerande variabel stjärna. Bild: Nasa HST

Variabla stjärnor har periodiska eller slumpmässiga förändringar av luminositeten. Alla stjärnor är mer eller mindre variabla men endast de som visar kraftiga förändringar betecknas som variabla stjärnor. Orsakerna till dessa variationer kan vara flera.
Under vissa stjärnors utveckling genomgår de en fas där de kan bli pulserande variabla stjärnor. Dessa varierar i radie och luminositet över tiden, med expansioner och kontraktioner som har en period på allt mellan minuter och år, beroende på stjärnans storlek. Till denna kategori hör såväl Cepheidvariabler och Cepheid-liknande stjärnor som långperiodiska variabler såsom Miravariabler.
Eruptiva variabler är stjärnor som uppvisar plötsliga ökningar i luminositet på grund av solutbrott eller koronamassutkastningar. Till den här gruppen hör Wolf-Rayet-stjärnor och UV Ceti-stjärnor samt jättestjärnor och superjättar.
En tredje kategori är explosiva variabler som genomgår omfattande förändringar i deras egenskaper. Hit hör novor och supernovor. Ett dubbelstjärnesystem som innehåller en närliggande vit dvärg kan skapa vissa typer av spektakulära stjärnexplosioner, inklusive novor och typ Ia supernovor. Explosionen skapas när den vita dvärgen samlar på sig väte från sin tvillingstjärna och bygger upp massa till dess att fusion inleds.. Vissa novor är också återkommande med periodiska utbrott av medelstor styrka.
Stjärnors luminositet kan också variera beroende på andra faktorer, till exempel kan ett dubbelstjärnesystem variera i luminositet eftersom den ena ibland skymmer den andra. En nämnvärd variabelstjärna av den här typen är Algol vars magnitud regelbundet varierar mellan 2,3 och 3,5 över en period av 2,87 dagar. En annan orsak till varierande luminositet kan vara de extrema solfläckar hos snabbt roterande stjärnor som kan täcka stora ytor.

## Struktur

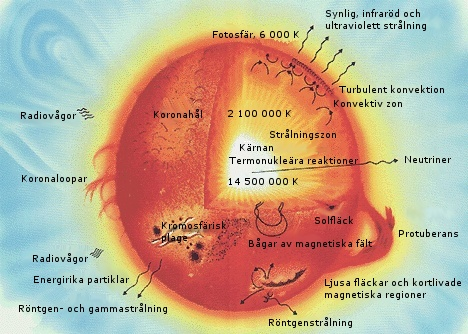
Denna teckning visar en huvudseriestjärnas struktur. Bild: Nasa

En stabil stjärnas inre befinner sig i hydrostatisk jämvikt. Krafterna på varje del av volym är nästan jämnt balanserade. Dessa krafter är den inåtriktade gravitationskraften och den utåtriktade kraften skapad av tryckgradienten inom stjärnan. Tryckgradienten i sin tur upprätthålls av temperaturgradienten i plasman, de yttre delarna av stjärnan är kallare än kärnan. Temperaturen och trycket i kärnan av en huvudsekvenskärna är tillräckliga för att kärnfusion ska ske och därmed lösgöra tillräckligt med energi för att hindra stjärnan från att kollapsa vidare. När atomkärnor fusioneras i stjärnan sänder de ut energi i form av gammastrålar. Dessa fotoner interagerar med plasman runt om, vilket ökar den termiska energin i kärnan. Stjärnor i huvudserien omvandlar väte till helium, vilket långsamt ökar andelen helium i kärnan. Till slut blir heliumpartiklarna dominerande och energin slutar frigöras i kärnan. Istället fortsätter fusionen i ett långsamt expanderande skal runt om den degenererade heliumkärnan.
En stjärnas inre upprätthåller inte bara en hydrostatisk jämvikt, utan även en energibalans av termisk jämvikt. Det går en radiell temperaturgradient genom stjärnans inre som resulterar i ett flöde av energi mot stjärnans yttre. Det utgående flödet som lämnar varje lager inom stjärnan motsvarar det inkommande flödet från lägre delar.
Strålningszonen är det område i stjärnans inre där energiöverföring genom strålning är tillräckligt effektiv för att upprätthålla energiflödet. Här störs inte plasman och rörelser av massa dör snart ut. När detta förhållande inte råder blir plasman instabil vilket leder till konvektion och därmed bildas konvektionszonen. Detta kan ske till exempel nära kärnan som har mycket högt energiflöde per volymenhet och i de yttre delarna med hög opacitet.
Var konvektion sker i en huvudsekvensstjärna beror på dess massa. Stjärnor med massa flera gånger större än solens har en konvektionszon djupt inne i stjärnan och en strålningszon i de yttersta delarna. För mindre stjärnor som solen gäller det motsatta, med konvektionszoner vid ytan. Hos röda dvärgar med mindre än 0,4 solmassor förekommer endast konvektion vilket hindrar helium från att samlas i kärnan. De flesta stjärnors zoner kommer att variera med tiden när stjärnan åldras och innehållet i de inre delarna förändras.
Delen av stjärnan som är synlig för en observatör kallas fotosfären. Detta är lagret där stjärnans plasma blir genomskinligt för synligt ljus. Härifrån blir energin som släppts lös i kärnan fri och rör sig ut i rymden. Inom fotosfären uppträder regioner med lägre temperatur än genomsnittet, så kallade solfläckar.
Ovanför fotosfären finns stjärnatmosfären. Hos en huvudsekvensstjärna som solen är den lägsta delen av atmosfären den tunna kromosfären, där spikuler och solutbrott börjar. Denna region omges av en övergångsregion, där temperaturen snabbt ökar över bara 100 km. Bortom detta finns koronan, en samling med extremt het plasma som kan sträcka sig flera miljoner kilometer ut från stjärnan. Förekomsten av en korona tycks vara beroende av en konvektionszon i de yttre delarna av stjärnan. Trots dess höga temperatur sänds mycket lite ljus ut från koronan, som normalt är den enda synliga delen av solen under en solförmörkelse.
Från koronan strömmar en stjärnvind av plasmapartiklar utåt från stjärnan, tills partiklarna möter det interstellära mediet. För solens del kallas det bubbelformade området som påverkas av solvinden för heliosfären.

## Kärnreaktioner

Översikt av "proton-proton"-kedjan

"Kol-kväve-syre"-kedjan

En rad olika kärnreaktioner sker i stjärnornas inre, beroende på deras massa och sammansättning, som en del av stjärnnukleosyntesen. Den totala massan av de fusionerade atomkärnorna är mindre än summan av deras beståndsdelar. Den förlorade massan omvandlas till energi enligt det berömda förhållandet E=mc².
Fusionen av väte är mycket temperaturberoende vilket betyder att en måttlig ökning av temperatur i kärnan resulterar i en betydande ökning av fusionshastigheten. Temperaturen i kärnan varierar vid fusion av väte "bara" från omkring 4 miljoner K för en liten M-klasstjärna till 40 miljoner K för en enorm O-klasstjärna.
I solen som har en kärntemperatur på cirka 10 miljoner grader, fusioneras väte till helium genom proton-protonkedjan:
41H → 22H + 2e+ + 2νe (4,0 MeV + 1,0 MeV)
21H + 22H → 23He + 2γ (5,5 MeV)
23He → 4He + 21H (12,9 MeV)
Dessa reaktioner kan sammanfattas med följande reaktion:
41H → 4He + 2e+ + 2γ + 2νe (26,7 MeV)
där e+ är en positron, γ är en gammafoton, νe är en neutrino och H samt He är väte respektive Helium. Energin som frigörs i denna reaktion presenteras i miljoner elektronvolt, vilket är en mycket liten mängd energi. Men med det enorma antalet reaktioner som ständigt sker frigörs tillräckligt med energi för att upprätthålla stjärnans utflöde av strålningsenergi.
I tyngre stjärnor bildas helium i en reaktionscykel som är katalyserad av kol, CNO-cykeln (kol-kväve-syre-cykeln).
Hos stjärnor i slutstadierna av sitt liv med kärntemperaturer på 100 miljoner K och mellan 0,5 och 10 solmassor kan helium omvandlas till kol genom trippel-alfa-processen som använder ämnet beryllium som ett mellansteg i reaktionen.
4He + 4He + 92 keV → 8*Be
4He + 8*Be + 67 keV → 12*C
12*C → 12C + γ + 7,4 MeV
Vilket ger den totala reaktionen:
34He → 12C + γ + 7,2 MeV
I ännu tyngre stjärnor kan ytterligare tyngre ämnen fusioneras i en sammandragande kärna genom neonförbränning och syreförbränning. Det sista stadiet i stjärnnukleosyntesen är kiselförbränningen som bildar den stabila isotopen järn-56. Notera att dessa reaktioner är kärnreaktioner och inte förbränning i traditionell bemärkelse. Efter kiselförbränningen kan fusionen inte fortsätta vidare förutom genom en endoterm process, vilket innebär att mer energi krävs för att fusionera ämnet än som frigörs som ett resultat av den. Mer energi kan således bara frigöras genom gravitationell kollaps.
Exemplet nedan visar den tid som krävs för en stjärna med 20 gånger solens massa att förbränna allt sitt kärnbränsle. Som en O-klass stjärna på huvudserien skulle den ha 8 gånger solens radie och 62 000 gånger dess luminositet.
| Bränsle | Temperatur (miljoner Kelvin) | Densitet (kg/cm³) | Förbränningstid (τ i år) |
| ------- | ---------------------------- | ----------------- | ------------------------ |
| H       | 37                           | 0,0045            | 8,1 miljoner             |
| He      | 188                          | 0,97              | 1,2 miljoner             |
| C       | 870                          | 170               | 976                      |
| Ne      | 1 570                        | 3 100             | 0,6                      |
| O       | 1 980                        | 5 550             | 1,25                     |
| S/Si    | 3 340                        | 33 400            | 0,0315                   |